# كونكون (تشيلي)
كونكون (بالإسبانية: Concón) هي بلدية تقع في تشيلي في إقليم فالبارايسو.[بحاجة لمصدر] يقدر عدد سكانها بـ 37,169 نسمة ومساحتها 76.0 كم2 وترتفع عن سطح البحر 27 متر.